# Saint-Vallier-de-Thiey
Pour les articles homonymes, voir Saint-Vallier.
Saint-Vallier-de-Thiey est une commune française située dans le département des Alpes-Maritimes en région Provence-Alpes-Côte d'Azur. Ses habitants sont appelés les Vallerois. Par décret du 17 mai 1957, Journal officiel du 22 mai 1957 avec effet au 23 mai 1957, Saint-Vallier devient Saint-Vallier-de-Thiey.

## Géographie

### Localisation
Entre Alpes et mer (altitude 730 m) sur la route Napoléon (RN 85), au centre d’une région touristique, 29 km de Cannes, 12 km de Grasse (la cité des Parfums), 50 km de Nice et de son aéroport international.

### Communes limitrophes
Les communes limitrophes sont Andon, Le Bar-sur-Loup, Cabris, Caussols, Escragnolles, Grasse, Saint-Cézaire-sur-Siagne et Spéracèdes.

### Géologie et relief
L’ensemble des massifs boisés remarquables, aux points de vue environnemental et paysager, sont couverts par des espaces boisés classés au titre du L.130-1 du Code de l’Urbanisme.
Les principaux sommets environnants :
- Sommet de Thiey (1 553 m)[2].
- Montagne du Cheiron (1 778 m).
- Montagne de l'Audibergue[3].

### Sismicité
Commune située sur une zone de sismicité modérée.

### Hydrographie et les eaux souterraines
Cours d'eau sur la commune ou à son aval :
- fleuve côtier la Siagne,
- vallons de Nans, de la Combe, de Saint-Christophe.

Saint-Vallier-de-Thiey dispose d'une station d'épuration d'une capacité de 2500 Équivalent-habitants.

### Climat
Pour des articles plus généraux, voir Climat de Provence-Alpes-Côte d'Azur et Climat des Alpes-Maritimes.
En 2010, le climat de la commune est de type climat méditerranéen altéré, selon une étude du Centre national de la recherche scientifique s'appuyant sur une série de données couvrant la période 1971-2000. En 2020, Météo-France publie une typologie des climats de la France métropolitaine dans laquelle la commune est exposée à un climat méditerranéen et est dans la région climatique  Var, Alpes-Maritimes, caractérisée par une pluviométrie abondante en automne et en hiver (250 à 300 mm en automne), un très bon ensoleillement en été (fraction d’insolation > 75 %), un hiver doux (8 °C) et peu de brouillards. 
Pour la période 1971-2000, la température annuelle moyenne est de 12,2 °C, avec une amplitude thermique annuelle de 15,6 °C. Le cumul annuel moyen de précipitations est de 1 075 mm, avec 6,1 jours de précipitations en janvier et 3,6 jours en juillet. Pour la période 1991-2020, la température moyenne annuelle observée sur la station météorologique de Météo-France la plus proche, « Caussols », sur la commune de Caussols à 6 km à vol d'oiseau, est de 9,7 °C et le cumul annuel moyen de précipitations est de 1 271,5 mm. 
La température maximale relevée sur cette station est de 32,4 °C, atteinte le 28 juin 2019 ; la température minimale est de −11,7 °C, atteinte le 27 février 2018,,. 
Les paramètres climatiques de la commune ont été estimés pour le milieu du siècle (2041-2070) selon différents scénarios d'émission de gaz à effet de serre à partir des nouvelles projections climatiques de référence DRIAS-2020. Ils sont consultables sur un site dédié publié par Météo-France en novembre 2022.

### Voies de communications et transports

#### Voies routières
Commune desservie par la Route nationale 85 (France), route nationale 85 depuis Cannes, et la départementale D5 depuis Saint-Cézaire-sur-Siagne.

#### Transports en commun
- Transport en Provence-Alpes-Côte d'Azur

La commune a adhéré au syndicat mixte de transports Sillages, autorité organisatrice pour les transports (AOT) pour le périmètre de transport urbain (PTU) de l’agglomération grassoise.

### Intercommunalité
Commune membre de la Communauté d'agglomération du Pays de Grasse.

## Urbanisme

### Typologie
Au 1er janvier 2024, Saint-Vallier-de-Thiey est catégorisée bourg rural, selon la nouvelle grille communale de densité à 7 niveaux définie par l'Insee en 2022.
Elle appartient à l'unité urbaine de Saint-Vallier-de-Thiey, une unité urbaine monocommunale constituant une ville isolée,. La commune est en outre hors attraction des villes,.

### Occupation des sols
L'occupation des sols de la commune, telle qu'elle ressort de la base de données européenne d’occupation biophysique des sols Corine Land Cover (CLC), est marquée par l'importance des forêts et milieux semi-naturels (91,8 % en 2018), en diminution par rapport à 1990 (92,7 %). La répartition détaillée en 2018 est la suivante : 
forêts (59,8 %), espaces ouverts, sans ou avec peu de végétation (16,5 %), milieux à végétation arbustive et/ou herbacée (15,6 %), zones urbanisées (3,4 %), zones agricoles hétérogènes (2,6 %), prairies (2,2 %).
L'évolution de l’occupation des sols de la commune et de ses infrastructures peut être observée sur les différentes représentations cartographiques du territoire : la carte de Cassini (XVIIIe siècle), la carte d'état-major (1820-1866) et les cartes ou photos aériennes de l'IGN pour la période actuelle (1950 à aujourd'hui).

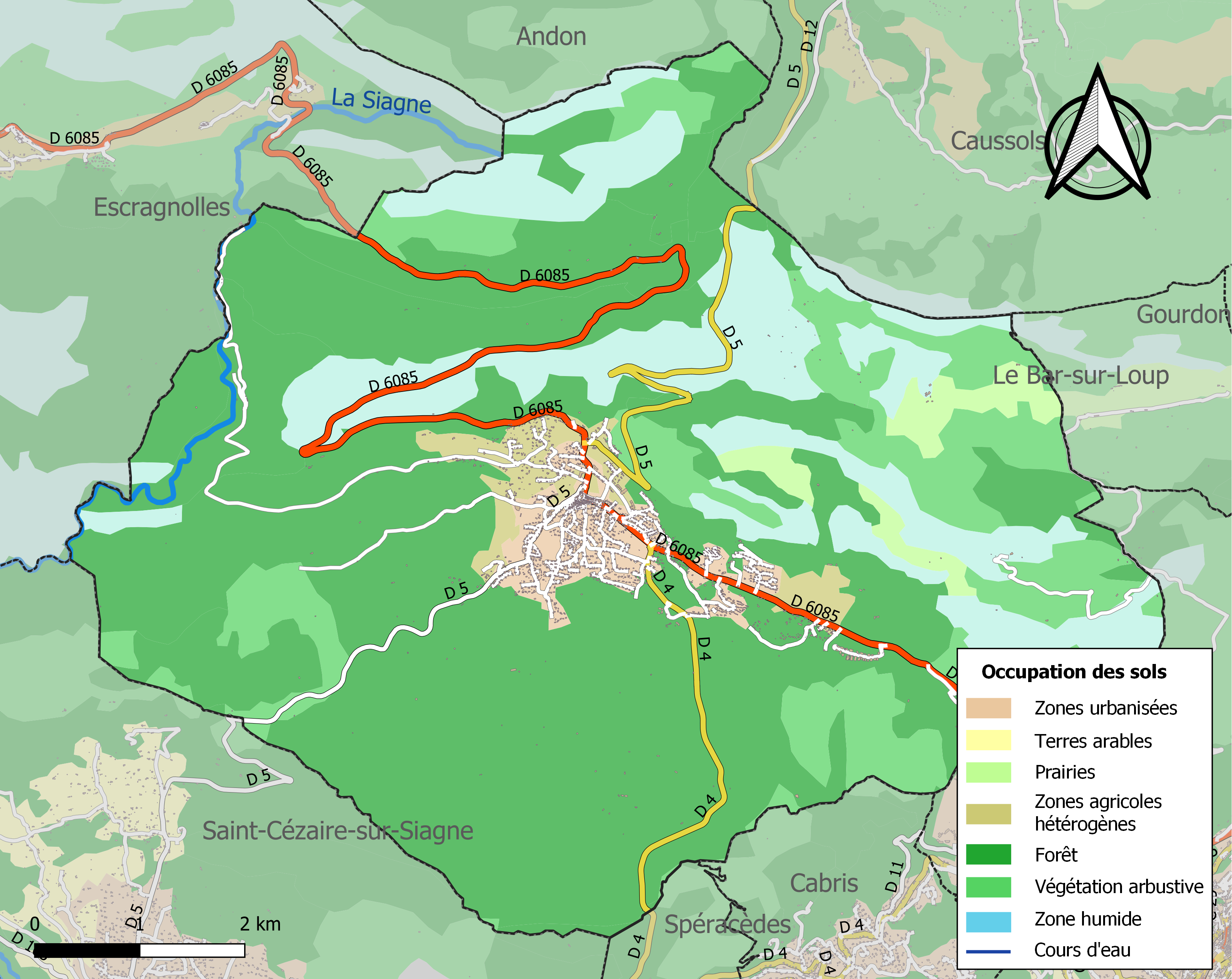
Carte de l'occupation des sols de la commune en 2018 (CLC).

## Histoire
Saint Vallier était évêque d'Antibes, il fut martyrisé au IVe siècle par les Wisigoths, lors de leur invasion de la Provence. Le Thiey est la montagne qui domine le village (1 452 m).
Place de l'Apiè, on peut voir le buste de Napoléon rappelant son passage le 2 mars 1815 à son retour de l'île d'Elbe, ainsi que le banc sur lequel il s'est assis.

## Politique et administration

### Budget et fiscalité 2016
En 2016, le budget de la commune était constitué ainsi :
- total des produits de fonctionnement : 3 708 000 €, soit 1 031 € par habitant ;
- total des charges de fonctionnement : 3 676 000 €, soit 1 022 € par habitant ;
- total des ressources d'investissement : 2 805 000 €, soit 780 € par habitant ;
- total des emplois d'investissement : 1 082 000 €, soit 301 € par habitant ;
- endettement : 4 093 000 €, soit 1 138 € par habitant.

Avec les taux de fiscalité suivants :
- taxe d'habitation : 13,56 % ;
- taxe foncière sur les propriétés bâties : 13,81 % ;
- taxe foncière sur les propriétés non bâties : 71,58 % ;
- taxe additionnelle à la taxe foncière sur les propriétés non bâties : 0,00 % ;
- cotisation foncière des entreprises : 0,00 %.

Chiffres clés Revenus et pauvreté des ménages en 2015 : médiane en 2015 du revenu disponible, par unité de consommation : 22 128 €.

## Économie

### Entreprises et commerces

#### Agriculture
L'agriculture, à la base de l’économie locale jusque dans les années 1950, était devenue progressivement un secteur en perte de vitesse. Le PLU s'est attaché d'une part à développer les filières agricoles en protégeant leurs emprises foncières productives en tant que premier soutien aux filières locales de
production, dites de circuit court, et d'autre part à accompagner le développement du maraîchage et des truffières. Favoriser toutes les initiatives de  commercialisation de l'agriculture de proximité (marché paysan, labellisation locale...).
Parallèlement, le Parc naturel régional des Préalpes d'Azur a organisé un concours « prairies fleuries » pour valoriser les pratiques agricoles.

#### Tourisme
- Hôtels & restaurants,
- Camping[23].

#### Commerces
- Marché Provençal le dimanche dans le Grand Pré.
- Marchés artisanaux nocturnes en juillet et en août.

### Liste des maires
| Période                                  | Période          | Identité                               | Étiquette      | Qualité                                                                         |
| ---------------------------------------- | ---------------- | -------------------------------------- | -------------- | ------------------------------------------------------------------------------- |
| Les données manquantes sont à compléter. |                  |                                        |                |                                                                                 |
| vers 1885                                |                  | Gaston Court de Fontmichel (1849-1916) | Républicain    | Conseiller général de Grasse (1892 → 1898)                                      |
| Les données manquantes sont à compléter. |                  |                                        |                |                                                                                 |
| mars 1959                                | mars 1965        | Nicolas Lombard                        |                |                                                                                 |
| mars 1965                                | 1973 (démission) | Jacques Biget                          | SFIO puis FGDS | Haut fonctionnaire                                                              |
| 1973                                     | juin 1995        | Émile Félix (1913-2009)                |                | Instituteur puis directeur d'école de plein air                                 |
| juin 1995                                | mars 2001        | Maurice Gustave                        |                |                                                                                 |
| mars 2001                                | mars 2008        | Richard Joy                            |                |                                                                                 |
| mars 2008                                | février 2025     | Jean-Marc Delia                        | NC/LC          | Directeur informatique Sénateur des Alpes-Maritimes                             |
| février 2025                             | En cours         | Jean-Marie Tortarolo                   |                | Élu à la suite de la démission de Jean-Marc Délia élu sénateur fin janvier 2025 |

## Population et société

### Démographie

#### Pyramide des âges
L'évolution du nombre d'habitants est connue à travers les recensements de la population effectués dans la commune depuis 1793. Pour les communes de moins de 10 000 habitants, une enquête de recensement portant sur toute la population est réalisée tous les cinq ans, les populations de référence des années intermédiaires étant quant à elles estimées par interpolation ou extrapolation. Pour la commune, le premier recensement exhaustif entrant dans le cadre du nouveau dispositif a été réalisé en 2007.

En 2022, la commune comptait 3 662 habitants, en évolution de +2,87 % par rapport à 2016 (Alpes-Maritimes : +2,85 %, France hors Mayotte : +2,11 %).
| 1793 | 1800 | 1806 | 1821 | 1831 | 1836 | 1841 | 1846 | 1851 |
| ---- | ---- | ---- | ---- | ---- | ---- | ---- | ---- | ---- |
| 538  | 518  | 531  | 601  | 609  | 580  | 576  | 594  | 606  |

| 1856 | 1861 | 1866 | 1872 | 1876 | 1881 | 1886 | 1891 | 1896 |
| ---- | ---- | ---- | ---- | ---- | ---- | ---- | ---- | ---- |
| 593  | 588  | 539  | 501  | 533  | 508  | 509  | 534  | 521  |

| 1901 | 1906 | 1911 | 1921 | 1926 | 1931 | 1936 | 1946 | 1954 |
| ---- | ---- | ---- | ---- | ---- | ---- | ---- | ---- | ---- |
| 529  | 511  | 426  | 311  | 371  | 339  | 329  | 355  | 312  |

| 1962 | 1968 | 1975 | 1982 | 1990  | 1999  | 2006  | 2007  | 2012  |
| ---- | ---- | ---- | ---- | ----- | ----- | ----- | ----- | ----- |
| 381  | 505  | 575  | 912  | 1 536 | 2 261 | 3 031 | 3 142 | 3 478 |

| 2017  | 2022  | - | - | - | - | - | - | - |
| ----- | ----- | - | - | - | - | - | - | - |
| 3 594 | 3 662 | - | - | - | - | - | - | - |

### Enseignement
Établissements d'enseignements :
- Écoles maternelles et primaires[31],
- Collège,
- Lycées à Grasse.

### Santé
Professionnels et établissements de santé :
- Maison de Santé Pluridisciplinaire :
  - Médecins, Spécialistes, Dentistes, Echographiste, etc.
- Pharmacies,
- Hôpital à Grasse.

### Cultes
- Culte catholique, Paroisse Sainte-Marie des Sources, Diocèse de Nice[33].

## Culture locale et patrimoine

### Lieux et monuments
Patrimoine religieux

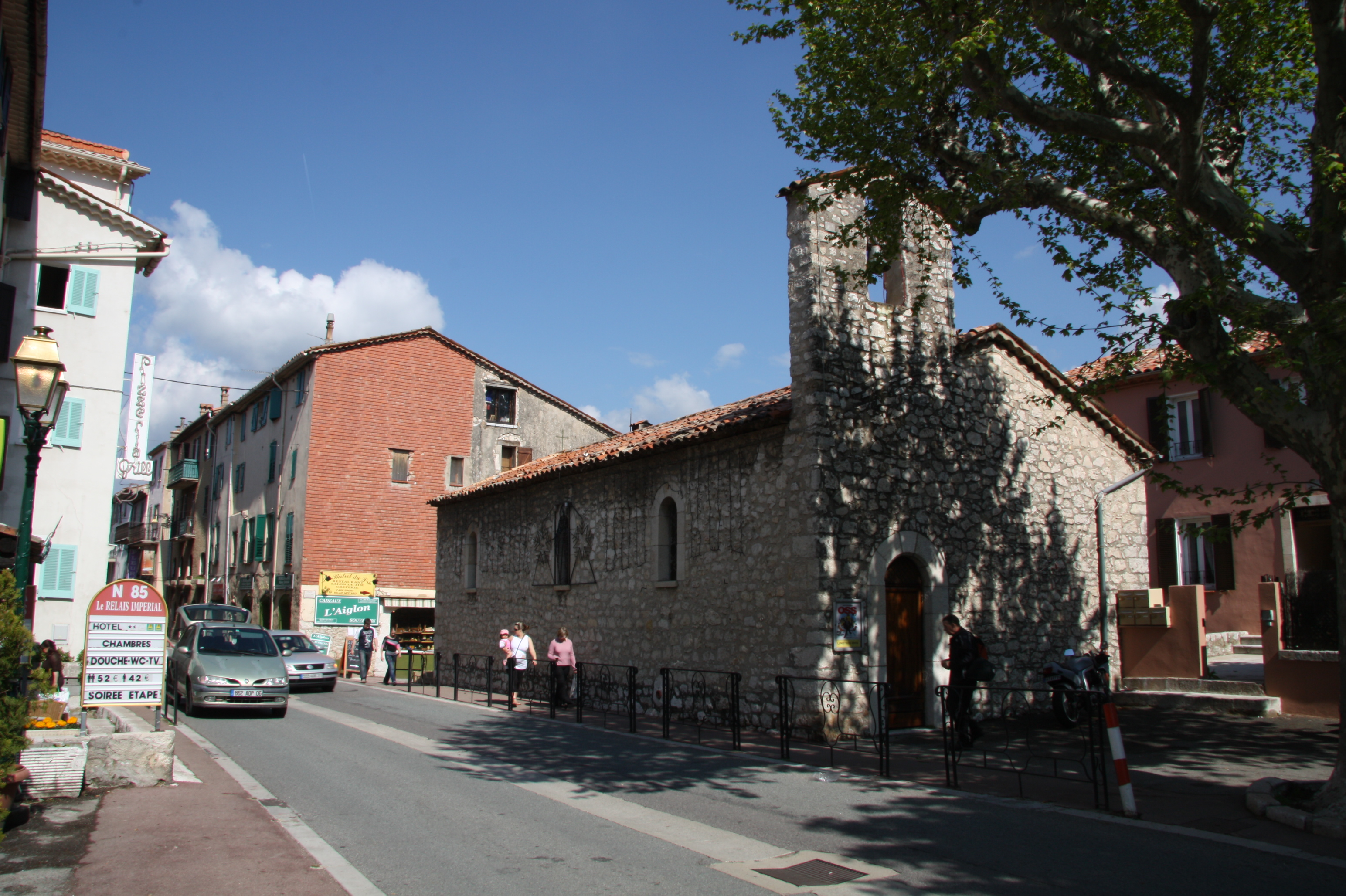
Chapelle Saint-Esprit.

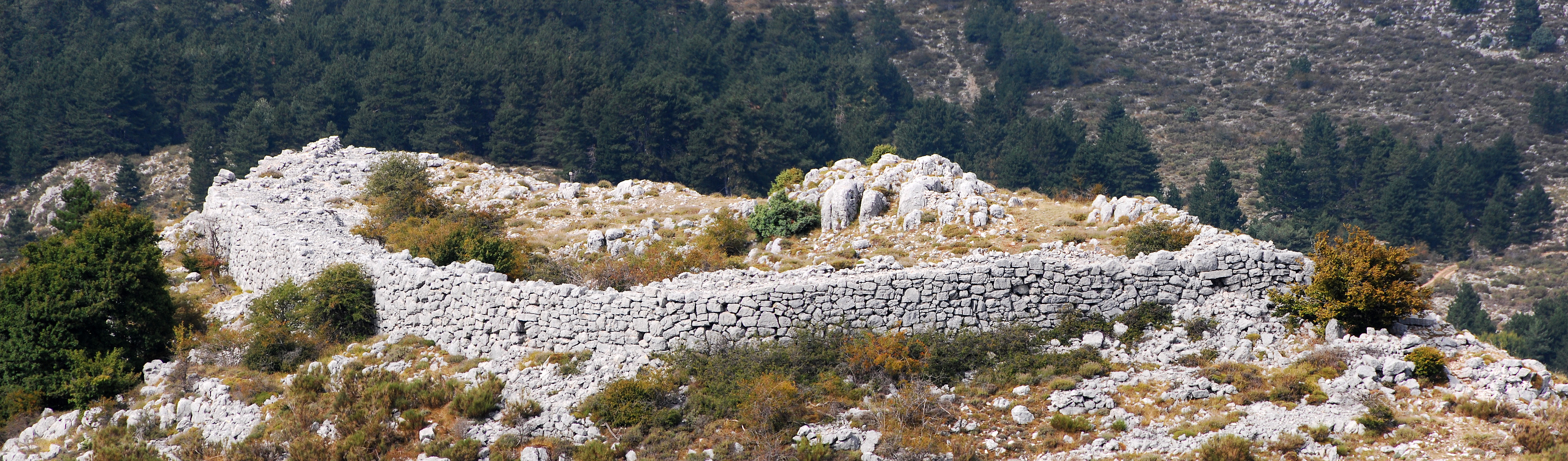
Castellaras de la Malle.

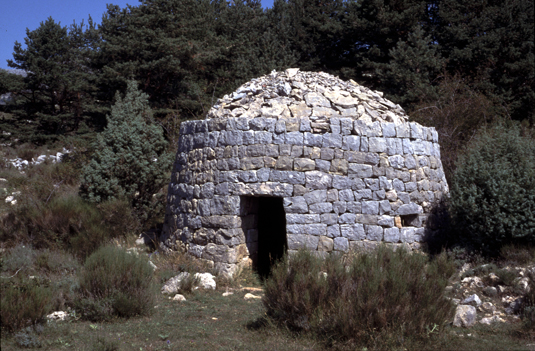
« Cabane romaine » de La Gardette.

- Église Notre-Dame de l'Assomption : nef du XIIIe siècle de cinq travées ; collatéral de trois travées des XVIe et XVIIe siècles ; clocher du XVIIIe siècle, campanile du XIXe siècle.
- Chapelle Sainte-Luce : construite en 1562 elle abrite un puits de réputation miraculeuse contre les maux des yeux[34].
- Chapelle Saint-Esprit : construite en 1635 par les pénitents blancs, elle est vouée à Notre-Dame-de-la-Rouguière[35].
- Chapelle Sainte Brigitte, monument aux Morts[36] depuis 1925.
- Chapelle Saint-Pons.
- Monuments commémoratifs :
  - Tombe du « Grognard » de 1850[37],
  - Monument aux morts[38],[39],
  - Plaque commémorative[40].

Autres lieux et monuments
- Castellaras de la Malle[41],[42],[43].
- Bastide d'Arbouin[44].
- Grand Pré[45].
- Route Napoléon.
- Les Mauvans[46].
- Pierre druidique : curiosité naturelle constituée d'une dalle en équilibre instable sur un autre bloc aux formes tourmentées.
- Grotte de Baume Obscure[47] : ce véritable réseau souterrain n'a été mis en évidence qu'en 1958 à cause des longs et étroits boyaux d'accès aux salles qui découragèrent les premiers spéléologues. Sur une longueur totale de 1 500 m, la visite ne s'étend que sur un parcours de 700 m, mais descend à 60 m de profondeur. Après un long corridor, à l'origine comblé d'argile, le visiteur découvre dans les neuf salles successives les vastes dômes, les gours cascadants et des multitudes de stalactites filiformes, véritable forêt d'aiguilles parsemant les plafonds. Dans la salle des gours, on admire la couleur particulière de l'eau, mise en valeur par un éclairage approprié, et le sol constitué d'une gigantesque coulée de stalagmite.
- Grotte des Audides[48] : la grotte était habitée dès l'aube de l'humanité comme l'attestent les outils taillés, fossiles et ossements retrouvés. Six gouffres ont été découverts en 1988. Sur 60 mètres de profondeur - le tiers de ce qui a été exploré -, on y observe le paysage géologique d'un aven en pleine activité de concrétionnement, avec son cours d'eau souterrain.
- Les cabanes en pierre sèche, anciennement à usage agricole. Le cadastre napoléonien de la commune les désigne sous le même nom – bastidon –, qu'elles soient à voûte d'encorbellement ou à toit de tuiles canal sur chevrons. Le tourisme les pare du nom de bories[49]. Un exemple des plus remarquables est la « cabane romaine », au parement formé d'assises de pierres taillées assemblées à joints vifs[50].
- Ponadieu : pont naturel résultant du dépôt calcaire d’une source disparue.
- Dolmen de Verdoline[51], dolmen du Dégoutay, tumuli de la Colle et du Caillassou.

Patrimoine civil
- Centre radioélectrique du Doublier.
- ZAC du Pilon : arômes et entreprises diverses.
- Centre de secours.
- Centre de formation de jeunes sapeurs pompiers.

### Associations et activités
Une trentaine d'associations et d'activités sont proposées :
- Associations sportives : foot, tennis, V.T.T., chasse, boules, randonnées pédestres, spéléologie, équitation, cricket, parapente, etc.
- Associations culturelles et artistiques : Club des ainés ruraux, Associations de Protection de l'environnement, chorale...
- Association pour le patrimoine et le maintien des traditions du village[52].

### Fiction
Saint-Vallier-de-Thiey a accueilli des tournages pour la série Draculi & Gandolfi de Guillaume Sanjorge.

### Héraldique
| Blason de Saint-Vallier-de-Thiey | Blason  | D’argent à saint Vallier, évêque, de carnation bénissant de la main dextre, habillé d’une aube du champ, la chape d’azur doublée de gueules, la mitre aussi d’azur bordée d’or, tenant de la main senestre une crosse du même. |
| Blason de Saint-Vallier-de-Thiey | Détails | Le statut officiel du blason reste à déterminer. |

## Personnalités liées à la commune
- César Ossola, conseiller général de Saint-Vallier, député
- Jean Ossola, député, ministre, mort accidentellement à Saint-Vallier
- Napoléon Bonaparte